# Para tu amor
«Para tu amor» es una balada escrita e interpretada por el cantautor colombiano Juanes. La canción es el cuarto sencillo del guitarrista y cantautor colombiano, siguiente radio sencillo después del éxito anterior de «La camisa negra», de su tercer álbum de estudio Mi sangre (2004).

## Posiciones
La canción fue uno de los 10 temas más escuchados por el público latino en Estados Unidos. Y en otros países de Sudamérica se posicionó en los primeros lugares de las listas de música pop en español.

## Video musical
El video musical fue dirigido por Picky Talarico, que ya había trabajado con él en el video Mala gente, en el concierto de Juanes en su natal Medellín, Colombia, ante más de 150,000 personas presentes. El video retrata la comunión entre el artista y su gente, sus paisanos colombianos.
También existe otro video musical (el cual fue el primero) en el cual se veían fragmentos de varias canciones de Juanes, pero solo se escuchaba el audio de Para tu amor. Este video ha sido emitido solamente y muy pocas veces en ciertos canales de televisión musicales.

## Lista de canciones
1. «Para tu amor» - 4:09 (Juan Esteban Aristizabal)